# II. Igor kijevi nagyfejedelem

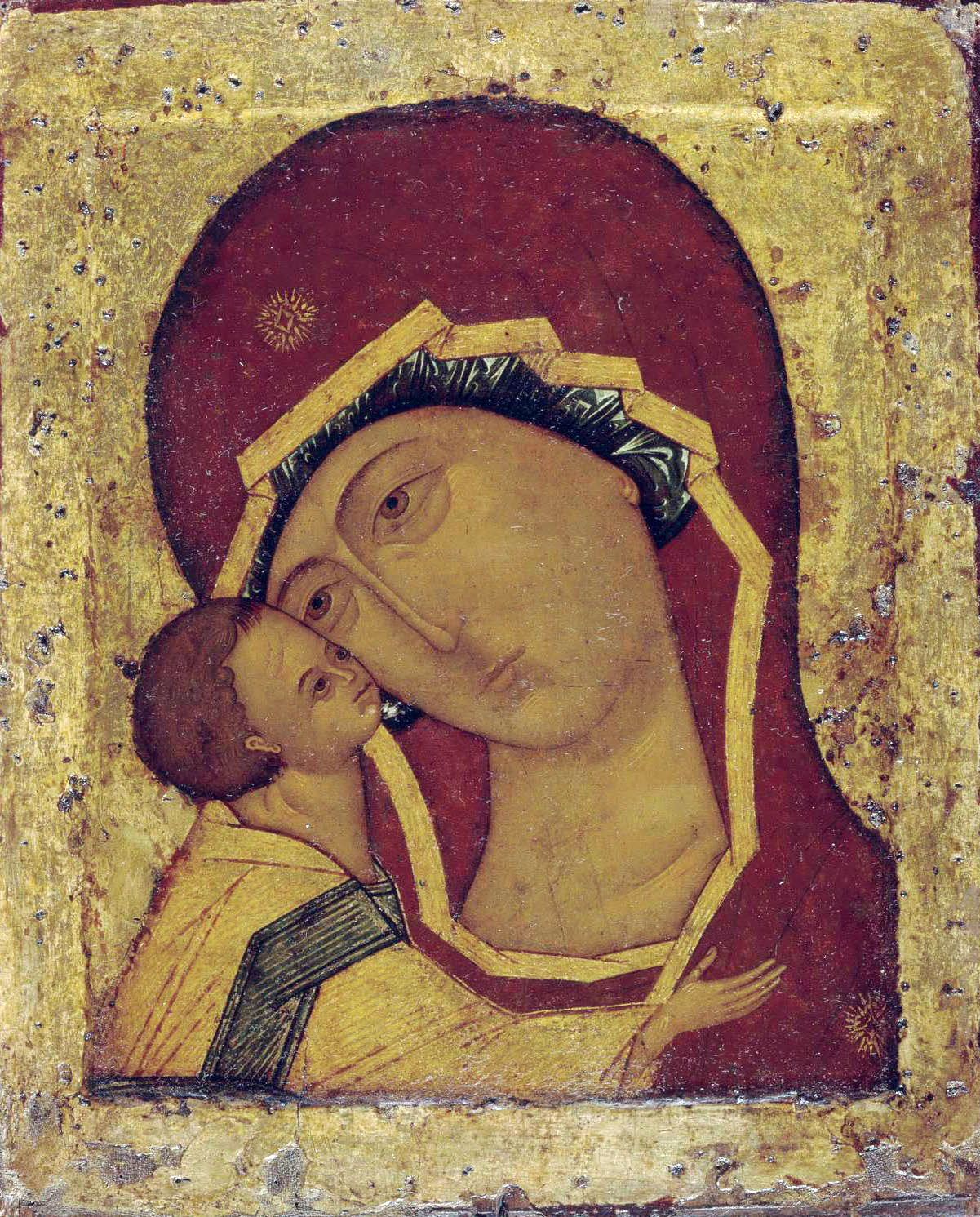
Az ikon, amely előtt Igor imádkozott, mielőtt a tömeg meglincselte (15-16. századi másolat, Tretyakov-képtár)

II. (Szent) Igor Olgovics (oroszul: И́горь О́льгович), (1096 – 1147. szeptember 19.) kijevi nagyfejedelem 1146-ban.

## Származása
Igor Oleg Szvjatoszlavics (1052–1115) csernyigovi fejedelem első házasságából született, feltehetően második fiúként. Nagyapja II. Szvjatoszláv kijevi nagyfejedelem volt.

## Kijevi nagyfejedelemsége
1146. augusztus 1-én meghalt Igor bátyja, Vszevolod kijevi nagyfejedelem és a trónt öccsére hagyta. Bár a kijeviek hűséget esküdtek neki, hamarosan elégedetlenkedni kezdtek, mert az új uralkodó nem volt hajlandó leváltani a régi, gyűlölt tisztségviselőket (tiunokat) akik az előző fejedelem idején sokat sanyargatták a kijevieket. Pár napon belül titokban felajánlották a trónt Izjaszláv Msztyiszlavics perejaszlavli fejedelemnek. 
Izjaszláv és Igor seregei a Kijev melletti Nadova-tónál ütköztek meg, és a kijevi csapatok csata közben átálltak Izjaszláv oldalára. A legyőzött Igor négy napon át a mocsárban rejtőzött, amikor végül 1146. augusztus 13-án elfogták, Kijevbe vitték és egy porubba (ajtó nélküli faketrec) zárták. Fejedelemsége még két hétig sem tartott. A huzatos ketrecben Igor megbetegedett, már úgy gondolták, hogy halálán van és átszállították a Szent Theodor kolostorba, ahol szerzetesi fogadalmat tett. Igor azonban nem halt meg és felgyógyulása után is a kolostor lakója maradt. 

## Halála

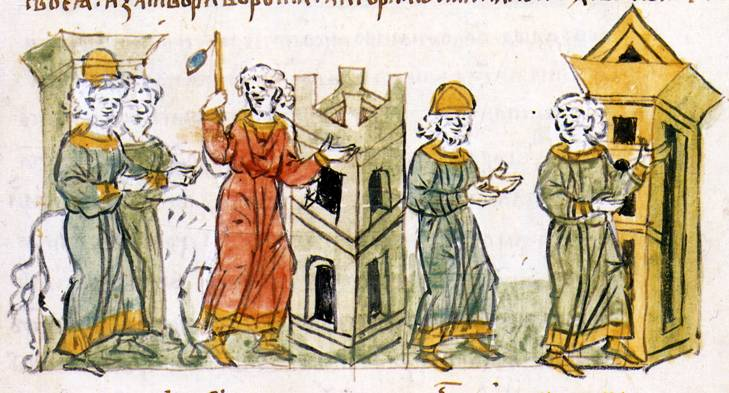
Igor Olgovics meggyilkolása (Radziwill-kódex)

1147-ben, miután kiderült, hogy Igor rokonsága Izjaszláv elfogását vagy megölését tervezi, a felháborodott kijevi népgyűlés a volt nagyfejedelmet akarta felelősségre vonni. Bár a metropolita, a papság és Izjaszláv fivére, Vlagyimir Msztyiszlavics igyekezett csillapítani őket, a tömeg betört a templomba, ahol éppen liturgia folyt és a Szűzanya ikonja előtt imádkozó Igort kihurcolták az utcára. Vlagyimirnek sikerült kiszakítania őt a tömegből és anyja házának udvarára menekíteni, de a kijeviek betörték a kapukat, agyonverték Igort és lábára kötelet kötve a piactérre húzták, ahol holttestét tovább ütlegelték. Másnap reggel temették el a Szent Szimeon-kolostorban. 
A krónikák szerint Igor bátor férfi és jó vadász volt, aki szerette a madarakat és az állatokat, és szívesen olvasta az egyháztudósok. Átlagos termetű volt, sötét bőrű, a szokásosnál hosszabbra növesztette haját és kis, keskeny szakállat viselt. 
Gyermekei nem voltak. 
1150-ben öccse, Szvjatoszláv Olgovics, Novgorod Szeverszkij fejedelme átvitette bátyja maradványait a csernyigovi Szpaszo-Preobrazsenszkij templomba. Az 1237-es mongol invázió idején testét a templom alá rejtették, és a mai napig is ott van, ismeretlen helyen. Többször is próbálták megkeresni, de a templom falainak veszélyeztetése miatt, a kutatást le kellett állítani. 
Igor nagyfejedelmet a pravoszláv egyház szentté avatta, mint példás életű fejedelmet és mártírt. Emléknapja szeptember 19-én ( a juliánus naptár szerint) és június 5-én van. A katolikus is egyház is tiszteli Moszkvai Szent II. Igor néven. 

## Fordítás
- Ez a szócikk részben vagy egészben  a(z)   Игорь Ольгович című orosz Wikipédia-szócikk ezen változatának fordításán alapul.  Az eredeti cikk szerkesztőit annak laptörténete sorolja fel. Ez a jelzés csupán a megfogalmazás eredetét és a szerzői jogokat jelzi, nem szolgál a cikkben szereplő információk forrásmegjelöléseként.